# Exekutivdienstzeichen
Das Exekutivdienstzeichen (EDZ) ist eine staatliche Auszeichnung der Republik Österreich. Es wurde im Jahr 1985 mittels eigenem Bundesgesetz geschaffen. Das Ehrenzeichen wird an
- Exekutivbedienstete (bei Gesetzesbeschluss Wachebeamte)
- Beamte des rechtskundigen Dienstes bei den Landespolizeidirektionen im Exekutivdienst
- Beamte des höheren Dienstes an Justizanstalten in einer dem Exekutivdienst gleichzuhaltenden Verwendung

für 30 Jahre tatsächlich einwandfreie Dienstleistung vom jeweils für den Beamten zuständigen Minister verliehen. Über die Verleihung wird eine Urkunde ausgestellt. 

## Aussehen
Das Exekutivdienstzeichen besteht aus einer kreisrunden, versilberten Medaille und hat einen Durchmesser von 40 Millimetern. Die Vorderseite zeigt die von einem Lorbeerkranz eingefasste Inschrift „30“ und die Umschrift „Für treue Dienste - Republik Österreich“. Auf der Rückseite zeigt die Medaille das Wappen der Republik Österreich. Die Medaille ist mittels einer versilberten Öse und einem versilberten schmalen Ring mit einem dreieckig gefalteten Band verbunden. Dieses Band ist weiß, 45 mm breit, mit einem 9 mm breiten rot-weiß-roten Mittelstreifen und beiderseits mit einem je 1 mm breiten roten Vorstoß versehen.

## Tragebestimmungen
Das Exekutivdienstzeichen wird an der linken Brustseite zur Uniform und zur Zivilkleidung getragen. Das Tragen von Bandspangen zur Uniform und das Tragen der Medaille in bildgetreuem verkleinertem Maßstab sowie das Tragen von schmalen Leisten zur Zivilkleidung ist gestattet.

## Strafbestimmungen
Das Exekutivdienstzeichen geht mit der Verleihung in das Eigentum des Beamten über und darf nur von ihm getragen werden. Er darf es zu seinen Lebzeiten niemanden andern überlassen. Nach dem Ableben des Beamten darf das Ehrenzeichen ausschließlich zu Erinnerungszwecken verwendet werden. Wer diesen Bestimmungen zuwiderhandelt oder die Medaille in einer ihre Bedeutung herabwürdigenden Weise verwendet, begeht eine Verwaltungsübertretung, welche mit einer Geldstrafe bis zu 218 Euro geahndet wird.